# 落别布依族彝族乡
落别布依族彝族乡是中华人民共和国贵州省六盤水市六枝特区下辖的一个民族乡。

## 行政区划
落别布依族彝族乡下辖以下村级行政区划单位：
落别社区、抵耳村、木厂村、落别村、牛角村、可布村、长湾村、板照村、茂林村、长寨村、纳骂村、马头村、新寨村和川硐村。